# 小行星8000
小行星8000（8000 Isaac Newton）是由比利时天文学家亨利·德波鸿诺于1986年9月5日在欧洲南方天文台发现的主带小行星。
該小行星以英国物理学家、数学家、天文学家、自然哲学家和炼金术士艾萨克·牛顿爵士命名。